# ألتون فورد
ألتون فورد (بالإنجليزية: Alton Ford)‏ مواليد 29 مايو 1981 في هيوستن، هو لاعب كرة سلة أمريكي سابق. بدأ مسيرته الاحترافية في سنة 2001. تم اختياره من قبل فريق فينيكس صنز خلال الدرافت. يبلغ طوله 6 قدم 10 بوصة (2.1 م). اعتزل اللعب في 2011.

## المسيرة الاحترافية
لعب مع فينيكس صنز من سنة 2001 إلى 2003، ثم لعب مع هيوستن روكتس في موسم 2003–2004، ثم لعب مع أسفيل باسكت في الدوري الفرنسي في سنة 2004، ثم لعب مع فوجيان سترجيونز في الدوري الصيني في موسم 2004–2005، ثم لعب مع نادي فوتسوافك لكرة السلة في موسم 2005–2006، ثم لعب مع سنجان فلاينج تايجرز في الدوري الصيني في سنة 2009.

## روابط خارجية
- ألتون فورد على موقع إن بي أي (الإنجليزية)
- ألتون فورد على موقع سبورتس رفرنس (الإنجليزية)
- ألتون فورد على موقع كرة السلة الأوروبية.كوم (الإنجليزية)
- ألتون فورد على موقع كلية كرة السلة في سبورتس رفرنس.كوم (الإنجليزية)
- ألتون فورد على موقع ريلجم (الإنجليزية)
- ألتون فورد على موقع بروبوليرز (الإنجليزية)
- ألتون فورد على موقع سبورتس رفرنس (الإنجليزية)
- ألتون فورد على موقع سبورتس رفرنس (الإنجليزية)